# Argint sterlin

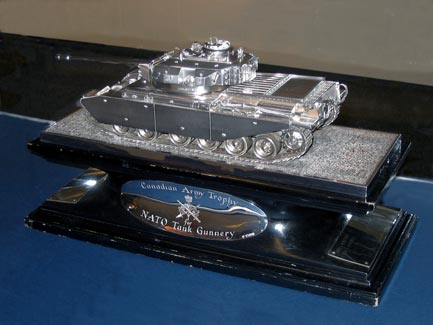
Trofeul de argint sterlin al
Canadian Army Trophy.

Argintul sterlin sau argintul sterling este un aliaj a cărei compoziție masică este de 92,5% de argint și de 7,5% de alte metale, în general cupru. Titlul argintului sterlin este de minimum 925.
A fost utilizat la fabricarea monedelor metalice, îndeosebi a celor din Imperiul Britanic, până în 1919.